# Papleux
Papleux település Franciaországban, Aisne megyében. Lakosainak száma 115 fő (2022. január 1.). Papleux La Flamengrie, Fontenelle, Le Nouvion-en-Thiérache és Floyon községekkel határos.

## Népesség
A település népességének változása:
| Lakosok száma | 104  | 91   | 91   | 110  | 113  | 123  | 128  | 121  | 117  | 115  |
|               | 1968 | 1982 | 1990 | 2006 | 2013 | 2015 | 2017 | 2019 | 2020 | 2022 |